# Ommata globulicollis
Ommata globulicollis är en skalbaggsart som beskrevs av Julius Melzer 1935. Ommata globulicollis ingår i släktet Ommata och familjen långhorningar. Inga underarter finns listade i Catalogue of Life.